# Liga NSO Županja 1985./86.
'"Liga Nogometnog saveza općine Županja", također i kao "Liga NSO Županja", "Općinska nogometna liga Županja" za sezonu 1985./86. je bila liga šestog stupnja nogometnog prvenstva Jugoslavije. 
 
Sudjelovalo je 11 klubova, a prvak je bio klub "Borac" iz Drenovaca. 

## Ljestvica
| mj. | klub                      | ut. | pob. | ner. | por. | gol+ | gol- | bod |
| --- | ------------------------- | --- | ---- | ---- | ---- | ---- | ---- | --- |
| 1.  | Borac Drenovci            | 20  | 13   | 4    | 3    | 64   | 30   | 30  |
| 2.  | Sloga Štitar              | 20  | 10   | 6    | 4    | 57   | 27   | 26  |
| 3.  | Sloga Račinovci           | 20  | 11   | 3    | 6    | 48   | 35   | 25  |
| 4.  | Budućnost Šiškovci        | 20  | 9    | 3    | 8    | 46   | 41   | 21  |
| 5.  | RAŠK Rajevo Selo          | 20  | 8    | 5    | 7    | 44   | 41   | 21  |
| 6.  | Slavonac Gradište         | 20  | 7    | 5    | 8    | 40   | 43   | 19  |
| 7.  | Pionir Županja            | 20  | 7    | 5    | 8    | 40   | 45   | 19  |
| 8.  | Krajišnik Vrbanja         | 20  | 6    | 6    | 8    | 40   | 39   | 18  |
| 9.  | Posavac Posavski Podgajci | 20  | 7    | 4    | 9    | 43   | 57   | 18  |
| 10. | Mladost Đurići            | 20  | 8    | 2    | 10   | 34   | 50   | 18  |
| 11. | Srijemac Strošinci        | 20  | 1    | 3    | 16   | 28   | 80   | 5   |

## Rezultatska križaljka
| kratica | klub                      | BOR | BUD | KRA | MLA | PIO | POS | RAŠK | SLA | SLOR | SLOŠ | SRI |
| --- | ------------------------- | --- | --- | --- | --- | --- | --- | ---- | --- | ---- | ---- | --- |
| BOR | Borac Drenovci            |     |     |     |     |     |     |      |     |      |      |     |
| BUD | Budućnost Šiškovci        |     |     |     |     |     |     |      |     |      |      |     |
| KRA | Krajišnik Vrbanja         |     |     |     |     |     |     |      |     |      |      |     |
| MLA | Mladost Đurići            |     |     |     |     |     |     |      |     |      |      |     |
| PIO | Pionir Županja            |     |     |     |     |     |     |      |     |      |      |     |
| POS | Posavac Posavski Podgajci |     |     |     |     |     |     |      |     |      |      |     |
| RAŠK | RAŠK Rajevo Selo          |     |     |     |     |     |     |      |     |      |      |     |
| SLA | Slavonac Gradište         |     |     |     |     |     |     |      |     |      |      |     |
| SLOR | Sloga Račinovci           |     |     |     |     |     |     |      |     |      |      |     |
| SLOŠ | Sloga Štitar              |     |     |     |     |     |     |      |     |      |      |     |
| SRI | Srijemac Strošinci        |     |     |     |     |     |     |      |     |      |      |     |
| |                           |     |     |     |     |     |     |      |     |      |      |     |
| podebljan rezultat - utakmice od 1. do 11. kola (1. utakmica između klubova) rezultat normalne debljine - utakmice od 12. do 22. kola (2. utakmica između klubova) rezultat nakošen - nije vidljiv redoslijed odigravanja međusobnih utakmica iz dostupnih izvora rezultat smanjen * - iz dostupnih izvora nije uočljiv domaćin susreta prekrižen rezultat - poništena ili brisana utakmica p - utakmica prekinuta 3:0 p.f. / 0:3 p.f. - rezultat 3:0 bez borbe |                           |     |     |     |     |     |     |      |     |      |      |     |

 Izvori: